# Vostan
Vostan (en arménien Ոստան ) est une communauté rurale du marz d'Ararat en Arménie. En 2008, elle compte 3 013 habitants.